# Legio XVI Flavia Firma
Legio XVI Flavia – legion założony przez Wespazjana w roku 70.
Uważa się że tytuł "Flavia" otrzymał od cesarza Domicjana w roku 89 razem z czwartym legionem "Flavia" jako wyróżnienie po rewolcie Saturnina.